# Монсур, Майкл Энтони
Майкл Энтони Монсур (англ. Michael Anthony Monsoor; 5 апреля 1981 — 29 сентября 2006) — боец подразделения SEAL ВМС США, убитый в ходе Иракской войны и посмертно награждённый медалью Почёта. Монсур вступил в состав американского флота в 2001 а в 2004 прошёл программу подготовки Basic Underwater Demolition/SEAL training (базовая водолазно-подрывная/ SEAL подготовка). По завершении учёбы он был зачислен во взвод «Дельта», 3-й команды SEAL.
В апреле 2006 года взвод «Дельта» был отправлен в Ирак, ему была дана задача обучать солдат иракской армии в Рамади. В течение следующих пяти месяцев Монсур и его взвод периодически участвовали в боях с силами мятежников. 29 сентября 2006 года повстанец закинул гранату на крышу, где расположились Монсур и несколько других бойцов SEAL и иракских солдат. Монсур немедля накрыл гранату своим телом, и тем самым спас своих товарищей от серьёзных ранений и гибели. Через полчаса Монсур скончался от полученных ранений.
31 марта 2008 года министерство обороны США одобрило посмертное награждение Монсура Медалью почёта. 8 апреля 2008 года президент США Джордж Буш вручил медаль родителям Монсура. В октябре 2008 военно-морской министр Дональд Уинтер объявил, что DDG-1001, второй корабль класса Зумвалт (ракетные эсминцы) будет назван в честь Монсура.

## Биография

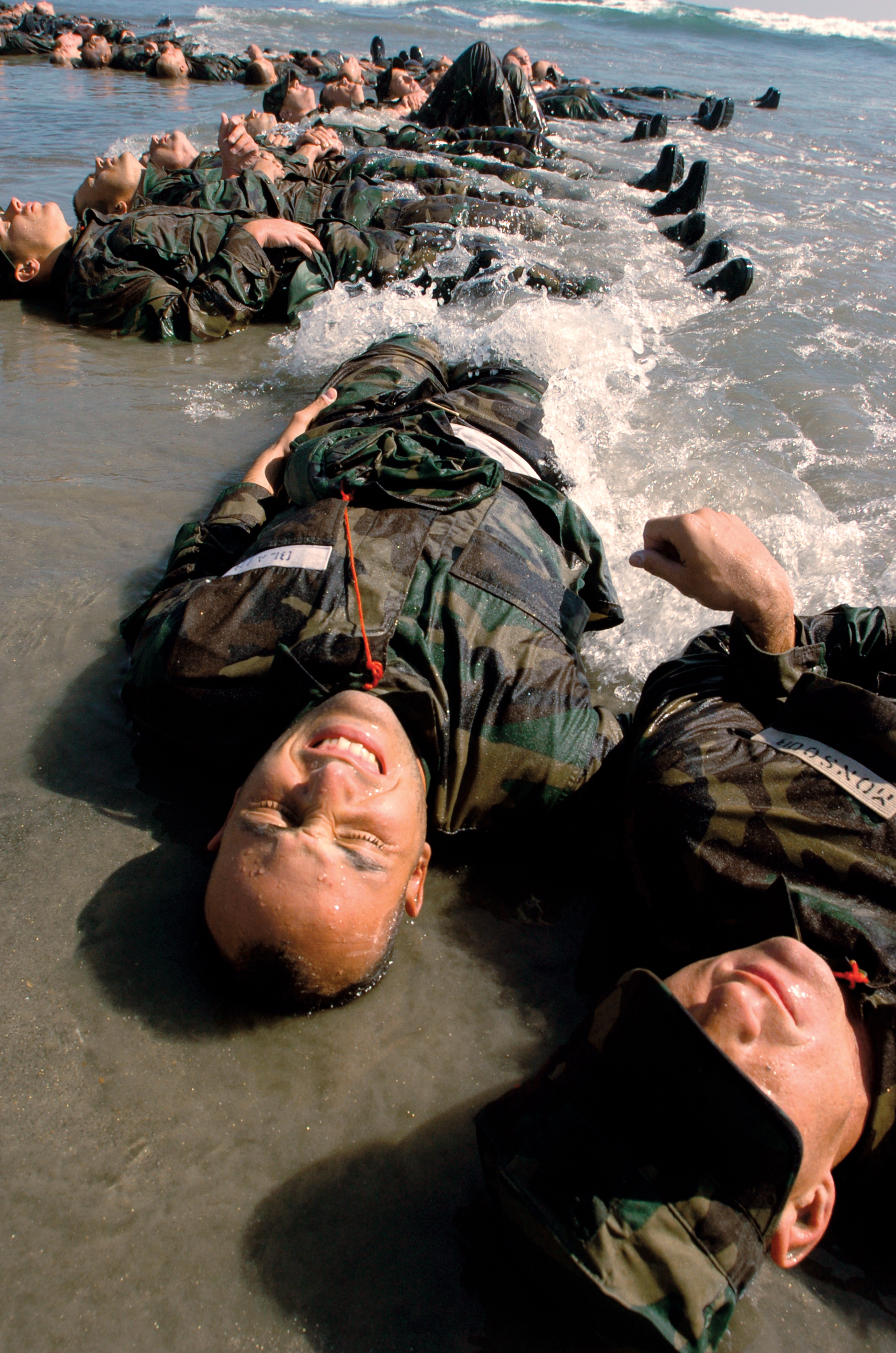
Монсур (в нижнем правом углу) во время подготовки SEAL август 2004.

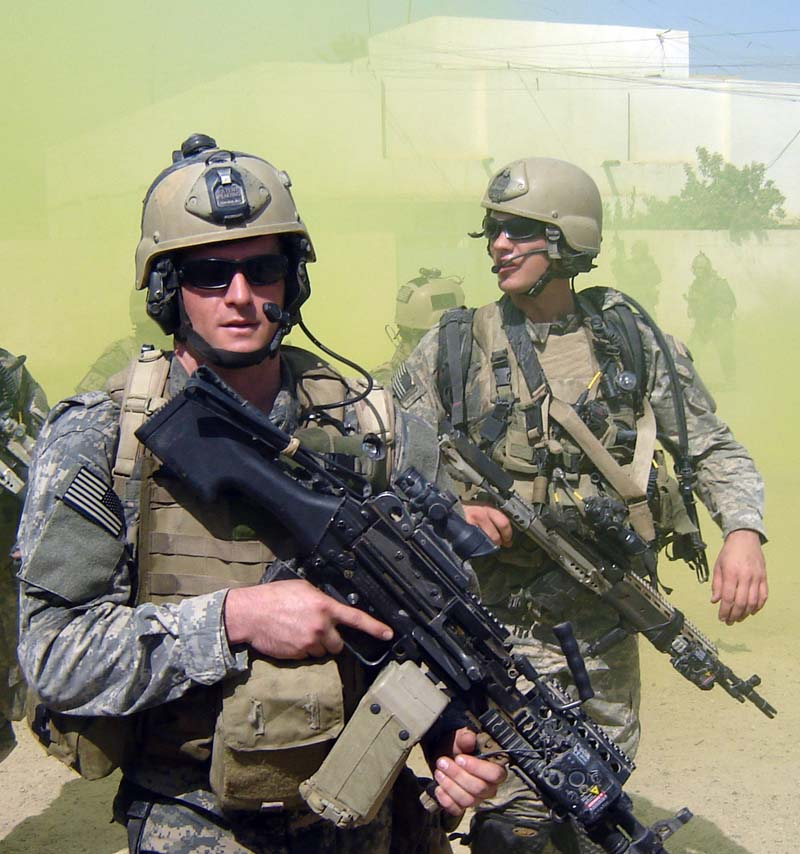
Монсур в патруле, Ирак 2006.

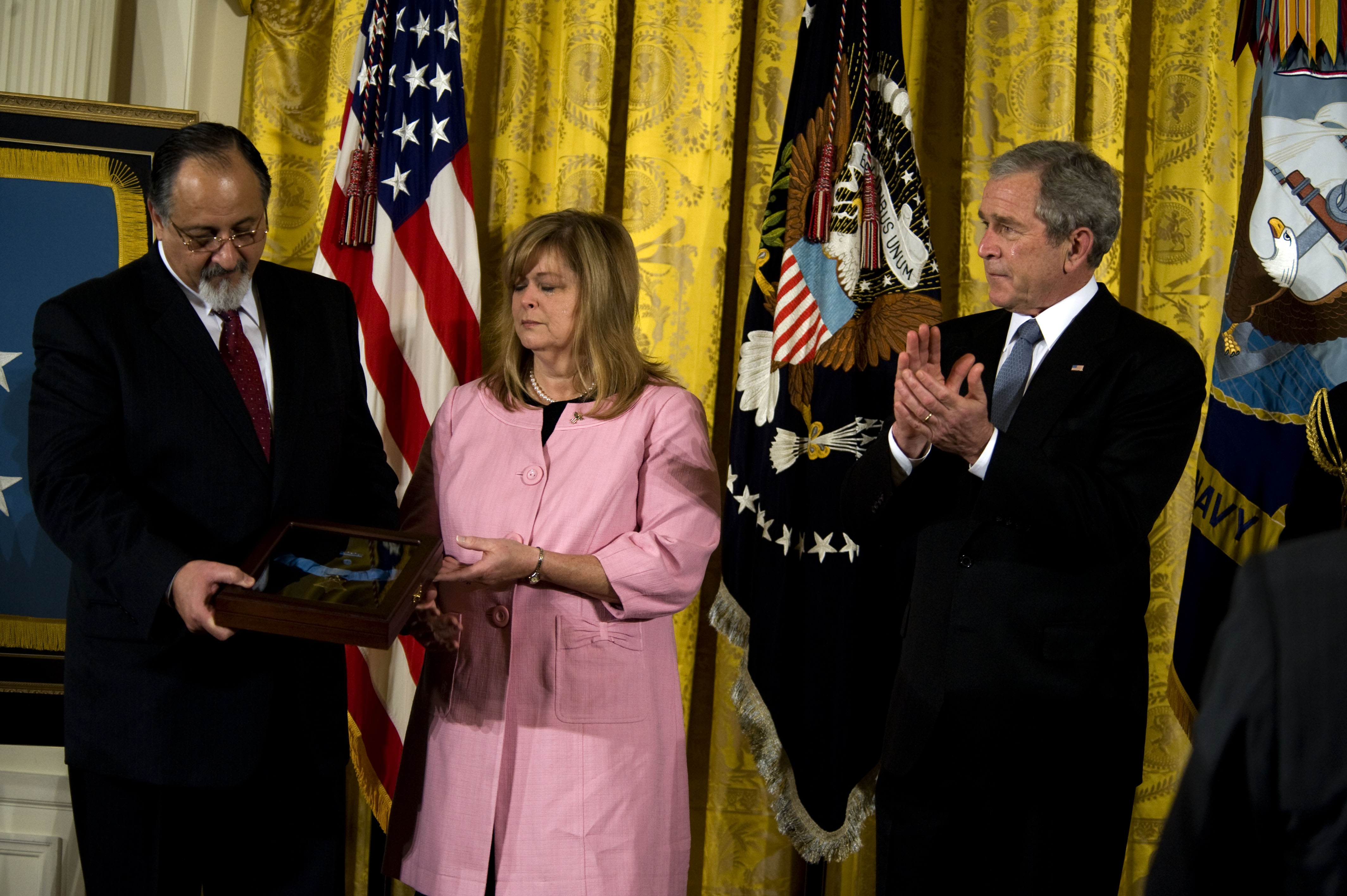
Президент Джордж Буш вручает медаль Почёта Салли и Джорджу Монсурам.

Монсур родился 5 апреля 1981 в г. Лонг-бич (штат Калифорния) в семье Джорджа и Салли (Бойл) Монсур. Он был третьим из четырёх детей. Его отец Джордж Монсур служил в рядах морской пехоты. В детстве Монсур страдал от астмы, но развил свои лёгкие, плавая наперегонки со своими братьями в семейном плавательном бассейне. Он окончил Dr. Walter C. Ralston Intermediate School и Garden Grove High School в Гарден-Гров (Калифорния). Он играл в школьной футбольной команде на позиции крайнего нападающего. Школу окончил в 1999. Отец Монсура имеет ливанское происхождение а мать — ирландское.
21 марта 2001 года Монсур вступил в ряды флота и прошёл базовую подготовку в центре подготовки рекрутов на Великих озёрах (штат Иллинойс). По завершении подготовки он окончил школу «А» для квартирмейстеров, затем на краткое время был переведён на базу авиации ВМС Сигонелла (Италия). Он был принят на программу подготовки Basic Underwater Demolition/SEAL (BUD/S) и окончил её 2 сентября 2004 года в числе лучших в своём классе. После программы он прошёл усиленные курсы обучения SEAL, включая воздушно-десантную подготовку в начальной школе подготовки парашютистов, обучения действиям в условиях холодного климата в Кадьяке (штат Аляска), шесть месяцев квалификационной подготовки SEAL на базе Коронадо (штат Калифорния), окончив их в марте 2005 года. На следующий месяц был произведён из квартирмейстера в каптенармусы и получил назначение во взвод «Дельта», 3-й команды SEAL.
В ходе операции Kentucky Jumper в апреле 2006 года 3-я команда SEAL была отправлена в Рамади (Ирак) для обучения солдат иракской армии. В качестве радиста и пулемётчика патруля Монсуру приходилось таскать 45-кг груз на жаре превышавшей 38 градусов. Он занимал фронтальную оборонительную позицию взвода. Команда часто участвовала в боях с мятежниками. В ходе первых пяти месяцев действий команда доложила о 84 убитых повстанцах.
Во время боя 9 мая 2006 Монсур под непрекращающимся вражеским огнём перебежал через улицу, чтобы спасти раненого товарища. За этот подвиг Монсур был награждён Серебряной звездой. Его служба в Ираке была также отмечена бронзовой звездой.
29 сентября 2006 года взвод Монсура участвовал в перестрелке с мятежниками, в ходе которой был убит один повстанец и ранен другой. Предвидя последующие атаки Монсур, три снайпера SEAL и три солдата иракской армии заняли позицию на крыше. Гражданские жители, помогая повстанцам, блокировали оба конца улицы. С ближайшей мечети читали воззвание народу сражаться с американцами и солдатами иракской армии. Монсур защищал других бойцов SEAL два из которых были в 5 м ниже него. Позиция, выбранная Монсуром, давала ему, единственному из всего подразделения возможность быстро покинуть крышу.
Один из повстанцев с улицы забросил на крышу гранату. Она угодила в грудь Монсура и упала на кровлю крыши. Монсур тотчас закричал «Граната!» и прыгнув к ней накрыл её своим телом. Секундой позже граната взорвалась, тело Монсура поглотило большую часть взрыва. Монсур получил серьёзные ранения и несмотря на незамедлительную эвакуацию скончался через полчаса. Два «котика» находившиеся рядом с ним тоже получили ранения от взрыва, но выжили.
Монсур умер 29 сентября 2006 в Ар-Рамади (Ирак). Те кто его знал, отзывались о нём как о «тихом профессионале» и «весёлом парне». Его похоронили на национальном кладбище Форта-Розенкранц, Сан-Диего.
Во время похорон, когда гроб несли от катафалка к могиле, морские котики выстроились по обе стороны дорожки. Каждый котик снимал со своей формы значок в виде золотого трезубца и пришлёпывал его к гробу. Эти шлепки в течение получаса разносились по кладбищу, поскольку каждый присутствовавший на похоронах «котик» с западного побережья последовал этому примеру.
Это зрелище привлекло внимание многих присутствовавших на похоронах, в том числе президента Буша, который позднее заявил об этом в своей речи: «Церемония длилась около получаса и по её окончании простой деревянный гроб превратился в позолоченный памятник герою, который никогда не будет забыт.»
31 марта 2008 министерство обороны США подтвердило, что Майкл Монсур будет посмертно награждён медалью Почёта. Вручение медали произведёт сам президент США Джордж У. Буш.. 8 апреля президент провёл церемонию в Белом доме и вручил медаль родителям Монсура.. Он стал четвёртым американским служащим и вторым членом SEAL (все погибли при исполнении долга) получившим высочайшую военную награду США в ходе войны с терроризмом.

## Наградные записи

### Медаль Почёта
Президент США от имени Конгресса берёт на себя честь вручить посмертно медаль Почёта каптенармусу второго класса [подразделения] SEAL Майклу А. Монсуру, ВМС США за службу как изложено в цитате ниже:
Запись
За выдающуюся доблесть и отвагу, проявленную при выполнении с риском для жизни долга на службе пулемётчиком в военно-морской группе специального назначения на Аравийском полуострове в ходе операции «Свобода Ираку» 29 сентября 2006. Будучи членом сводной группы SEAL и патруля иракской армии имея задачу наблюдения и удержания позиции на крыше в занимаемом мятежниками секторе Ар-Рамади (Ирак) унтер-офицер Монсур отличился благодаря исключительной храбрости перед лицом серьёзной опасности. Ранним утром мятежники готовили скоординированную атаку, начав с разведки вокруг позиции взвода. Снайперы отряда сорвали начальные действия противника, уничтожив двоих повстанцев. Противник продолжил атаковать отряд, обстреливая его из гранатомётов и лёгкого стрелкового оружия. С ростом вражеской активности унтер-офицер Монсур со своим пулемётом занял позицию между двумя товарищами. В то время как операторы SEAL бдительно следили за вражеской активностью, мятежник с невидимой для них позиции закинул гранату на крышу, которая ударилась о грудь унтер-офицера Монсура и упала перед ним. Хотя, унтер-офицер Монсур единственный мог избежать взрыва он вместо этого предпочёл защитить своих товарищей. Немедленно, без оглядки на собственную безопасность он накрыл гранату своим телом, что спасло жизни двоих его товарищей. Своей бестрепетной храбростью, боевым духом и непоколебимой преданностью долгу перед лицом неминуемой гибели унтер-офицер Монсур благородно пожертвовал своей жизнью за страну, заслужил высочайшую честь и поддержал высокие традиции военно-морской службы США.
Оригинальный текст (англ.)
"The President of the United States in the name of The Congress takes pride in presenting the MEDAL OF HONOR posthumously to              

MASTER AT ARMS SECOND CLASS, SEA, AIR and LAND

MICHAEL A. MONSOOR

UNITED STATES NAVY

For service as set forth in the following CITATION:
For conspicuous gallantry and intrepidity at the risk of his life above and beyond the call of duty while serving as Automatic Weapons Gunner for Naval Special Warfare Task Group Arabian Peninsula, in support of Operation IRAQI FREEDOM on 29 September 2006. As a member of a combined SEAL and Iraqi Army sniper overwatch element, tasked with providing early warning and stand-off protection from a rooftop in an insurgent-held sector of Ar Ramadi, Iraq, Petty Officer Monsoor distinguished himself by his exceptional bravery in the face of grave danger. In the early morning, insurgents prepared to execute a coordinated attack by reconnoitering the area around the element's position. Element snipers thwarted the enemy's initial attempt by eliminating two insurgents. The enemy continued to assault the element, engaging them with a rocket-propelled grenade and small arms fire. As enemy activity increased, Petty Officer Monsoor took position with his machine gun between two teammates on an outcropping of the roof. While the SEALs vigilantly watched for enemy activity, an insurgent threw a hand grenade from an unseen location, which bounced off Petty Officer Monsoor's chest and landed in front of him. Although only he could have escaped the blast, Petty Officer Monsoor chose instead to protect his teammates. Instantly and without regard for his own safety, he threw himself onto the grenade to absorb the force of the explosion with his body, saving the lives of his two teammates. By his undaunted courage, fighting spirit, and unwavering devotion to duty in the face of certain death, Petty Officer Monsoor gallantly gave his life for his country, thereby reflecting great credit upon himself and upholding the highest traditions of the United States Naval Service."
— 

### Серебряная звезда
За видную доблесть и отвагу, проявленную в бою с врагом в роли взводного пулемётчика военно-морской группы специального назначения SEAL-3 на Аравийском полуострове, в подразделении «Рамади» в ходе операции «Свобода Ираку» 9 мая 2006. Унтер-офицер Монсур был пулемётчиком наблюдательного отряда, обеспечивая безопасность бригады иракской армии во время противоповстанческой операции. Во время выдвижения к цели [отряд] иракской армии и команда наблюдателей военно-морской группы специального назначения попала под прицельный огонь противника из автоматического оружия что привело к ранению одного из операторов SEAL. Унтер-офицер Монсур немедля полностью без оглядки собственную безопасность вышел под плотный вражеский огонь чтобы открыть огонь на подавление и пробиться с боем к позиции раненого оператора SEAL. Он продолжал вести эффективный огонь на подавление одновременно пытаясь утащить раненого оператора SEAL к безопасности. Унтер-офицер Монсур вёл огонь на подавление в то время как раненый в ногу оператор SEAL получил медицинскую помощь на поле боя. Он также помог погрузить своего раненого товарища по команде в высокоподвижное многоцелевое колёсное транспортное средство [HMMWV] для эвакуации затем продолжил участие в бою. Своей смелой инициативой, неустрашимым мужеством и полной самоотверженностью при выполнении унтер-офицер Монсур заслужил высочайшую честь и поддержал высокие традиции военно-морской службы США.
Оригинальный текст (англ.)
"For conspicuous gallantry and intrepidity in action against the enemy as Platoon Machine Gunner in Sea, Air, Land Team THREE (SEAL-3), Naval Special Warfare Task Group Arabian Peninsula, Task Unit Ramadi, in support of Operation IRAQI FREEDOM on 9 May 2006. Petty Officer Monsoor was the Platoon Machine Gunner of an overwatch element, providing security for an Iraqi Army Brigade during counter-insurgency operations. While moving toward extraction, the Iraqi Army and Naval Special Warfare overwatch team received effective enemy automatic weapons fire resulting in one SEAL wounded in action. Immediately, Petty Officer Monsoor, with complete disregard for his own safety, exposed himself to heavy enemy fire in order to provide suppressive fire and fight his way to the wounded SEAL's position. He continued to provide effective suppressive fire while simultaneously dragging the wounded SEAL to safety. Petty Officer Monsoor maintained suppressive fire as the wounded SEAL received tactical casualty treatment to his leg. He also helped load his wounded teammate into a High Mobility Multi-Purpose Wheeled Vehicle for evacuation, then returned to combat. By his bold initiative, undaunted courage, and complete dedication to duty, Petty Officer Monsoor reflected great credit upon himself and upheld the highest traditions of the United States Naval Service."
— 

### Бронзовая звезда
За героическое выполнение служебного долга в боевых операциях в составе боевой группы Рамади, Ирак в должности боевого советника военно-морской группы специального назначения на Аравийском полуострове в ходе операции «Свобода Ираку» с апреля по сентябрь 2006. В 11 отдельных операциях унтер-офицер Монсур прикрывая товарищей, выходил под плотный вражеский огонь и открывал огонь на подавление. Он с агрессивностью стабилизировал каждую опасную ситуацию с целенаправленной определённостью и сверхъестественной боевой осведомлённостью. Каждый раз когда мятежники обстреливали его команду из лёгкого стрелкового оружия или гранатомётов он быстро оценивал ситуацию, определял наилучший образ действий для отражения вражеского нападения и приводил свой план к исполнению чтобы добиться наибольшего тактического преимущества. Его самоотверженные, решительные героические действия привели к гибели 25 врагов и спасли жизни его товарищей по команде, других солдат коалиционных сил и иракской армии. Своим экстраординарным руководством, ревностной инициативой и полной отдачей себя выполнению долга унтер-офицер Монсур заслужил высочайшую честь и поддержал высокие традиции военно-морской службы США.
Оригинальный текст (англ.)
"For heroic achievement in connection with combat operations against the enemy as Task Unit Ramadi, Iraq, Combat Advisor for Naval Special Warfare Task Group – Arabian Peninsula in Support of Operation IRAQI FREEDOM from April to September 2006. On 11 different operations, Petty Officer Monsoor exposed himself to heavy enemy fire while shielding his teammates with suppressive fire. He aggressively stabilized each chaotic situation with focused determination and uncanny tactical awareness. Each time insurgents assaulted his team with small arms fire or rocket propelled grenades, he quickly assessed the situation, determined the best course of action to counter the enemy assaults, and implemented his plan to gain the best tactical advantage. His selfless, decisive, heroic actions resulted in 25 enemy killed and saved the lives of his teammates, other Coalition Forces and Iraqi Army soldiers. By his extraordinary guidance, zealous initiative, and total dedication to duty, Petty Officer Monsoor reflected great credit upon himself and upheld the highest traditions of the United States Naval Service."
— 

## Память
В 2011 министерство по делам ветеранов назвало в честь Монсура одну из улиц на кладбище Мирамар.
В октябре 2008 военно-морской министр Дональд Ч. Уинтер объявил что эсминец, второй корабль типа Зумвалт будет назван в честь унтер-офицера Монсура: USS Michael Monsoor (DDG-1001). 26 января 2019 после церемонии на военно-морской базе в Сан-Диего (Калифорния) эсминец USS Michael Monsoor (DDG-1001) официально вошел в состав ВМФ США
В честь Монсура назван батальон морского кадетского корпуса находящийся в Кэмп-Пендлтон, штат Калифорния. Символом батальона стало изображение медали почёта Монсура, трезубец SEAL и щит каптенармуса. Каждый кадет батальона обязан знать историю службы Монсура и рассказать её всем новым кадетам.

## Награды
|  |  |                            |  |  |  |
|  |  |                            |  |  |  |
|  |  |                            |  |  |  |
|  |  | Бронзовая звезда за службу |  |  |  |
|  |  |                            |  |  |  |
|  |  |                            |  |  |  |
|  |  |                            |  |  |  |

| Special Warfare insignia                                                   |                                                                            |                                                      |                                                      |                                                 |                                                 |
| Медаль Почёта                                                              | Медаль Почёта                                                              | Медаль Почёта                                        | Серебряная звезда                                    | Серебряная звезда                               | Серебряная звезда                               |
| Бронзовая звезда с литерой «V»                                             | Бронзовая звезда с литерой «V»                                             | Медаль Пурпурное сердце                              | Медаль Пурпурное сердце                              | Боевая ленточка                                 | Боевая ленточка                                 |
| Медаль «За безупречную службу» (ВМС)                                       | Медаль «За безупречную службу» (ВМС)                                       | Медаль за службу национальной обороне                | Медаль за службу национальной обороне                | Медаль за Иракскую кампанию с звездой за службу | Медаль за Иракскую кампанию с звездой за службу |
| Медаль «За службу в экспедиционных войсках глобальной войны с терроризмом» | Медаль «За службу в экспедиционных войсках глобальной войны с терроризмом» | Медаль «За участие в глобальной войне с терроризмом» | Медаль «За участие в глобальной войне с терроризмом» | Sea Service Deployment Ribbon                   | Sea Service Deployment Ribbon                   |
| Navy & Marine Corps Overseas Service Ribbon                                | Navy & Marine Corps Overseas Service Ribbon                                | Navy Expert Rifleman Medal                           | Navy Expert Rifleman Medal                           | Navy Expert Pistol Shot Medal                   | Navy Expert Pistol Shot Medal                   |
| Navy and Marine Corps Parachutist Insignia                                 |                                                                            |                                                      |                                                      |                                                 |                                                 |